# モンタルバーノ・イオーニコ
モンタルバーノ・イオーニコ（イタリア語: Montalbano Jonico）は、イタリア共和国バジリカータ州マテーラ県にある、人口約7,200人の基礎自治体（コムーネ）。

## 名称
日本語では「モンタルバノ・ジョニカ」と伝えられたことがある。

## 地理

### 位置・広がり
マテーラ県南部に位置するコムーネ。モンタルバーノ・イオーニコの集落は、ベルナルダから南西へ約17km、県都マテーラから南へ約42km、ターラントから西南西へ約61km、州都ポテンツァから東南東へ約75km、コゼンツァから北北東へ約114kmの距離にある。

#### 隣接コムーネ

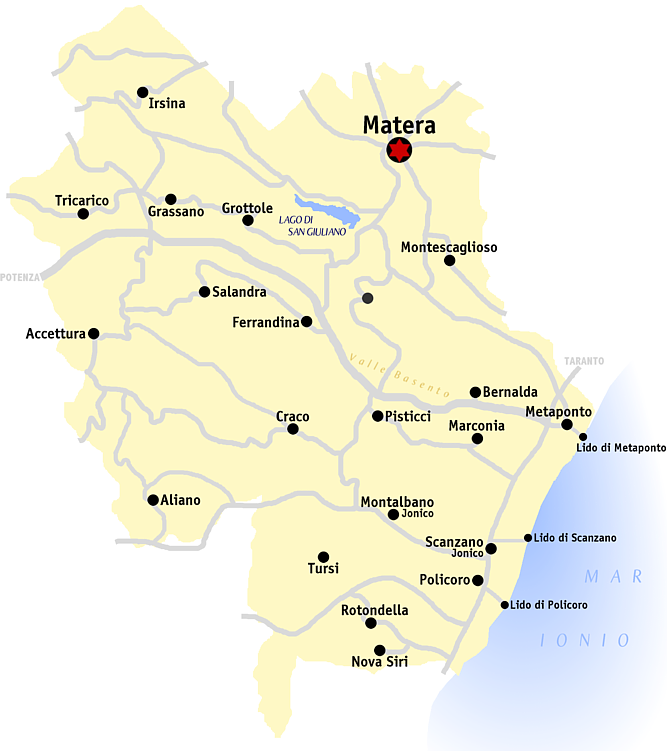
マテーラ県概略図

- ピスティッチ - 北
- スカンツァーノ・イオーニコ - 南東
- トゥルシ - 南西
- スティリアーノ - 西
- クラーコ - 北西

## 自然
当地には、更新世の中期の境界を示す地層（より古いカラブリアンとの境界）がある。この時期のものと確認できる地層は、世界でも同じイタリアのヴァレ・デ・マンケ（Valle di Manche, カラブリア州クロトーネ県サン・マウロ・マルケザート）と、日本の千葉県市原市田淵の「千葉セクション」（養老川川岸）にしかなく、国際模式地の候補地のひとつであった。